# Le Pôle express (jeu vidéo)
Le Pôle Express (The Polar Express) est un jeu vidéo d'action-aventure développé par Blue Tongue Entertainment et édité par THQ, sorti en 2004 sur GameCube, PlayStation 2, Windows et Game Boy Advance. Il est ressorti en 2013 sur PlayStation 4 via le PlayStation Network.
Il est adapté du long métrage d'animation du même nom.

## Accueil
- GameZone : 7,2/10 (GC)[1] - 6,3/10 (PC)[2] - 4,5/10 (GBA)[3]